# Horný Kalník
Horný Kalník (in ungherese Felsőkálnok) è un comune della Slovacchia facente parte del distretto di Martin, nella regione di Žilina.